# Kingston (ancienne circonscription fédérale)
Pour les articles homonymes, voir Kingston.
Kingston fut une circonscription électorale fédérale de l'Ontario, représentée de 1867 à 1925 et de 1953 à 1968.
C'est l'Acte de l'Amérique du Nord britannique de 1867 qui créa le district électoral de Kingston. Abolie en 1924, elle fut incorporée à la circonscription de Kingston-City.
La circonscription réapparut en 1952 à partir de Kingston-City et de Frontenac—Addington. De nouveau abolie en 1966, elle fut redistribuée parmi Frontenac—Lennox et Addington et Kingston et les Îles.

## Géographie
En 1867, la circonscription de Kingston comprenait:
- La ville de Kingston

En 1903, le village de Portsmouth (en) fut ajouté dans la circonscription.
En 1952, elle comprenait:
- La ville de Kingston
- Les cantons de Pittsburg, Storrington, Kingston, Howe Island et Wolfe Island

## Députés
1867 - 1925
1. 1867-1878 — John A. Macdonald, L-C
2. 1878-1887 — Alexander Gunn, PLC
3. 1887-1891 — John A. Macdonald, CON (2)
4. 1892-1896 — James H. Metcalfe, CON
5. 1896-1901 — Byron Moffatt Britton, PLC
6. 1902-1911 — William Harty, PLC
7. 1911-1919 — William Folger Nickle, CON
8. 1919-1921 — Henry Lumley Drayton, Unioniste
9. 1921-1925 — Arthur Edward Ross, CON

1953 - 1968
1. 1953-1958 — William James Henderson, PLC
2. 1958-1962 — Benjamin Graydon Allmark, PC
3. 1962-1968 — Edgar John Benson, PLC

- CON = Parti conservateur du Canada (ancien)
- L-C = Parti libéral-conservateur
- PC = Parti progressiste-conservateur
- PLC = Parti libéral du Canada